# Cypripedium parviflorum
Cypripedium parviflorum es un miembro del género Cypripedium dentro de la familia Orchidaceae. Es endémica de Estados Unidos y Canadá.

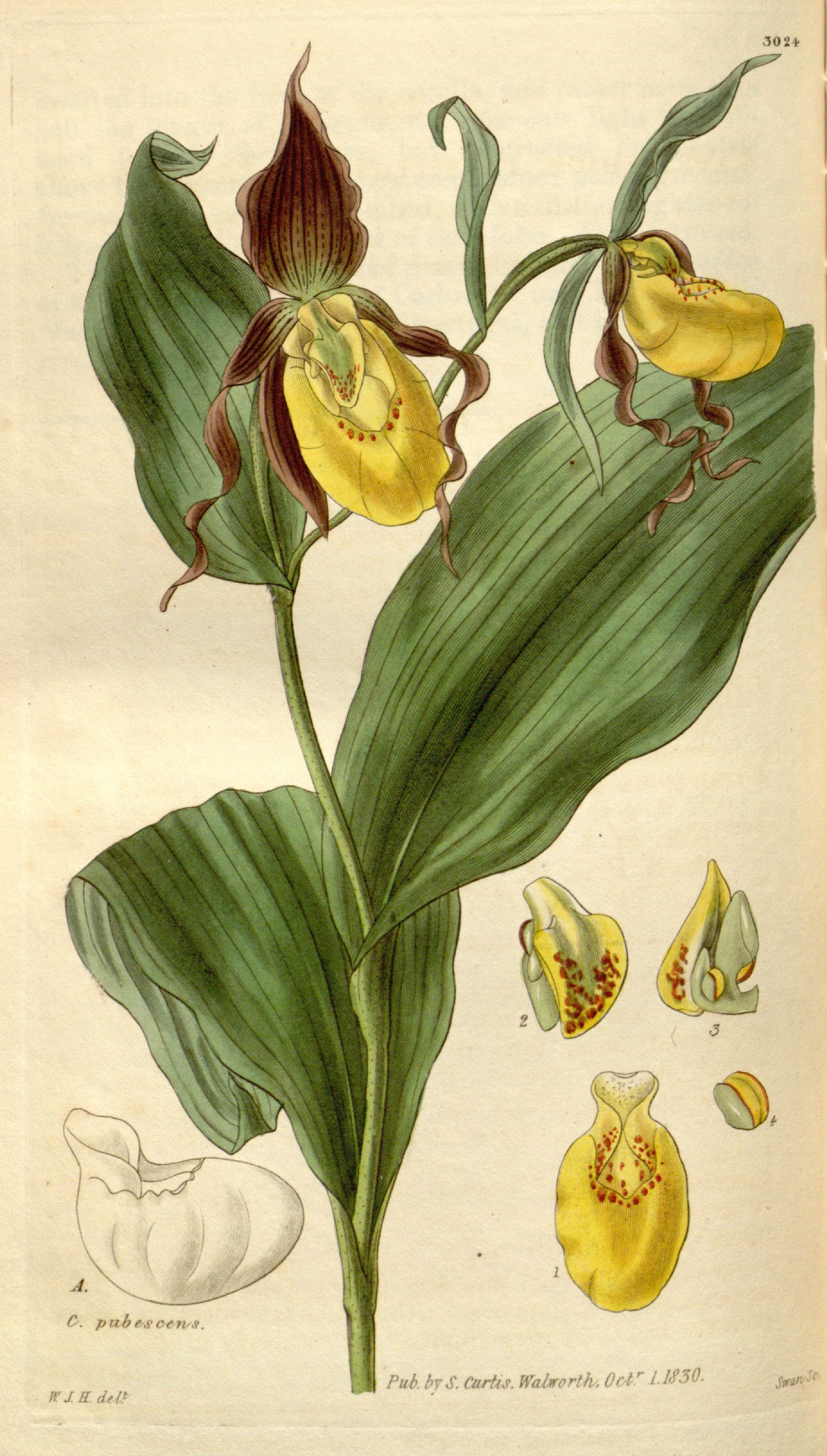
Cypripedium parviflorum -
Curtis' 57 (N.S. 4) pl. 3024 (1830)
.

## Descripción
Es una orquídea de tamaño grande con hábitos terrestres y que prefiere el clima frío. Tiene tallos cortos que llevan 3 a 5 hojas, plegadas, pecioladas, elípticas a ovadas o lanceoladas, ovadas y agudas que florece a mediados desde primavera hasta mediados de verano en una esbelta inflorescencia peciolada, erecta, terminal con una solitaria flor (raramente 2) y una bráctea como hoja.

## Distribución
Se encuentra en el noreste de Estados Unidos y áreas adyacentes de Canadá, en los pantanos y ciénagas desde el nivel del mar hasta los 2500 metros. 

## Taxonomía
Cypripedium parviflorum fue descrita por Richard Anthony Salisbury y publicado en Transactions of the Linnean Society of London 1: 77, pl. 2, f. 2. 1791.
Etimología
El nombre del género viene de « Cypris », Venus, y de "pedilon" = "zapato" o "zapatilla" en referencia a su labelo inflado en forma de zapatilla.
parviflorum: epíteto latino que significa "pequeña flor".
Sinonimia
- Cypripedium luteum var. parviflorum (Salisb.) Raf. (1828)
- Criosanthes parviflora (Salisb.) Raf. (1838)
- Calceolus parviflorus (Salisb.) Nieuwl. (1913)
- Cypripedium calceolus var. parviflorum (Salisb.) Fernald (1946)[4][5]
- Calceolus alternifolius St. Lager 1880;
- Calceolus alternifolius St.-Lég. 1889
- Calceolus marianus Crantz 1769;
- Cypripedium alternifolium St.-Lag. 1880;
- Cypripedium assurgens Raf. 1833;
- Cypripedium bifidum Raf. 1833;
- Cypripedium boreale Salisb. 1796;
- Cypripedium cruciatum Dulac 1868;
- Cypripedium ferrugineum Gray 1821;
- Cypripedium luteum Aiton ex Raf. 1828;
- Cypripedium makasin Farw. 1918;
- Cypripedium parviflorum f. albolabium Magrath & J.L.Norman 1989;
- Cypripedium parviflorum var. makasin (Farw.) Sheviak 1993;
- Cypripedium parviflorum var. parviflorum;
- Cypripedium parvulum Fedde 1915;
- Cypripedium pubescens var. makasin Farw. 1918[1]

## Nombre común
- Español: Zapatilla de dama amarilla